# Мохаммади, Наргиз
Наргиз (Наргес) Сафие Мохаммади (перс. نرگس صفیه محمدی‎, род. 21 апреля 1972) — иранская правозащитница и политическая заключенная. Лауреат Нобелевской премии мира 2023 года «за борьбу против угнетения женщин в Иране и борьбу за продвижение прав человека и свободы для всех».
Преследуется иранским режимом за свою деятельность, находится в заточении.

## Биография
Мохаммади родилась 21 апреля 1972 года в иранском городе Зенджан в азербайджанской семье; детство провела в Корве (провинция Курдистан), Кередже и Ошневие. Окончила Международный университет имени Имама Хомейни в Казвине по специальности «физика».
В 2000-х годах работала инженером в строительной компании, писала колонки в независимые издания и была пресс-секретарем правозащитного центра, основанного Ширин Эбади.

### Преследование
Несколько раз с 1998 года арестовывалась. В 2016 году была приговорена к 16 годам лишения свободы за руководство правозащитным движением, которое выступает за отмену смертной казни (обвинения в «организации незаконной группы», «сговоре против национальной безопасности», «враждебной пропаганде»). Была осуждена пять раз, в общей сложности была приговорена к 31 году лишения свободы и 154 ударам плетьми. В 2020 году её освободили, но в конце 2021 года она снова была арестована, будучи заочно осуждённой в мае 2021 года по статье 500 Уголовного кодекса Ирана («враждебная пропаганда») к 30 месяцам тюрьмы, 80 ударам плетью и штрафу, и сейчас она содержится в тюрьме Эвин в Тегеране. В августе 2023 года ей увеличили срок заключения за то, что, находясь под стражей, она давала интервью и составляла официальные обращения в ООН о насилии в иранских тюрьмах.

### Нобелевская премия
В декабре 2023 года Нобелевскую премию, присуждённую Наргиз, получили в Осло её дети — 17-летние близнецы Киана и Али Рахмани, которые зачитали речь своей матери.

## Награды
- Нобелевская премия мира (2023)[4]
- Всемирная премия ЮНЕСКО за вклад в дело свободы печати имени Гильермо Кано (2023)